# Susuacanga octoguttata
Susuacanga octoguttata är en skalbaggsart som först beskrevs av Ernst Friedrich Germar 1821.  Susuacanga octoguttata ingår i släktet Susuacanga och familjen långhorningar.
Artens utbredningsområde är Paraguay. Inga underarter finns listade i Catalogue of Life.